# مهرجان أوديسا العالمي للأفلام

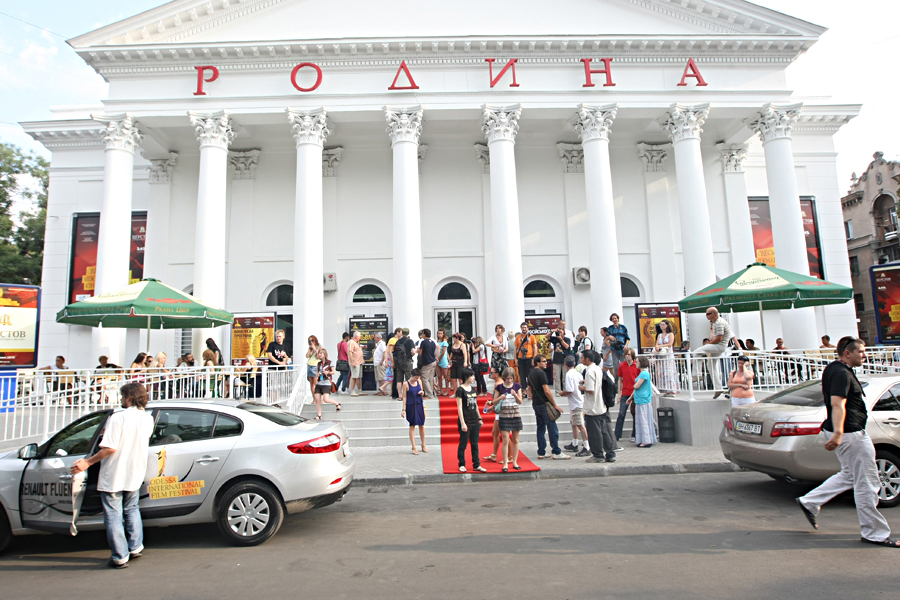
مهرجان أوديسا السينمائي الدولي

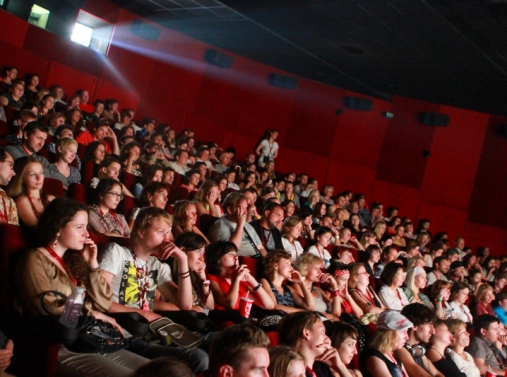
مهرجان أوديسا السينمائي الدولي

مهرجان أوديسا العالمي للأفلام (بالأوكرانية: Оде́ський міжнаро́дний кінофестива́ль)‏ هو مهرجان سينمائي سنوي يقام في منتصف يوليو في مدينة أوديسا في أوكرانيا. عُقد لأول مرة من 16 حتى 24 يوليو عام 2010.
يتكون برنامج المهرجان منذ عام 2016 من ثلاثة أقسام: مسابقة دولية، مسابقة وطنية ومسابقة الأفلام الأوروبية الوثائقية. تنقسم المنافسة الوطنية إلى أفلام مميزة وأفلام قصيرة.رئيس المهرجان هو فيكتوريا تيغيبكو.

## نبذة تاريخية
عُقد مهرجان أوديسا العالمي للأفلام الأول في الفترة الممتدة بين 16 -24 يوليو 2010، وتنافس فيه ستة عشر فيلماً، وعُرِضَ أكثرُ مِن 50 فيلماً خارج المنافسة. كان مسرح (رودينا) هو المسرح الرئيس للمهرجان بالإضافة إلى مركز المهرجان، حيث عرض مسرح رودينا جميع الأفلام المشاركة في المسابقات بالإضافة لاستضافة فعاليات المهرجان الخاصة، لكن عُرضت العديد من العروض الأخرى على مسارح ودورعرض في أوديسا. استضاف مسرح أوديسا للأوبرا والباليه حفلتي الافتتاح والختام.
حَضر المهرجان الأول عام 2010 أكثر من 40 ألف مشاهد، لكن زاد هذا العدد الضعف في السنة اللاحقة ليبلغ أكثر من 70 ألف مشاهد وأكثر من 5000 ضيف،  وحضره أكثر من 450 صحفيًا من عدة دول حول العالم منها أوكرانيا وروسيا وألمانيا والولايات المتحدة الأمريكية، ورومانيا وإيطاليا وغيرهم.
يحوي المهرجان أيضاً برنامجًا خاصاً بعنوان مدرسة الأفلام الصيفية (Summer Film School ) وهي مجموعة متسلسلة من صفوف الدراسات العليا يُدرس فيها الضيوف بعض التقنيات لطلاب السينما ومتابعي الأفلام، وفي 2011 أضيفت ورشة عمل السيناريو إلى برنامج المدرسة الصيفية، وطُور سوق الأفلام وأقيمت مسابقة ترويجية لخبراء الأفلام.
وفي ذات العام، حصل المهرجان في يومه الختامي على تقدير من جمعية الصحافة الأجنبية في هوليوود، وقام غابرييل ليرمان ممثل الجمعية بتسليم التكريم الفخري للمهرجان.
عقدت الدورة الثالثة للمهرجان من 13 حتى 21 يوليو 2012، أما الرابعة فكانت بين 12 و 20 يوليو 2013، والخامسة في الفترة الممتدة بين 11 و 19 يوليو 2014، وخلال حفل جمع التبرعات، سُجن المخرج الأوكراني أوليغ سينتسوف في روسيا بتهمة الإرهاب.
الحفل السادس منه عقد بين 10 و 18 يوليو 2015، سلَّم فيها املخرج الأوكراني ميروسلاف سلابوشبيتسمي جائزة أفضل إنجاز مدى الحياة (الدوق الذهبية) لدارين أرونوفسكي.
عُقدت الدورة السابعة من مهرجان أوديسا العالمي للأفلام في الفترة الممتدة بين 15 حتَّى 23 يوليو 2016، وحصد فيها رئيس لجنة التحكيم كريسوفر هامبتون جائزة الدوق الذهبي لأفضل إنجازات مدى الحياة
الدورة الثامنة من المهرجان كانت بين 13 حتى 21 يوليو 2018، ونال فيها جائزة الدوق الذهبي أدا روغوفتسيفا وجاكلين بيسيت.

## برنامج المنافسة

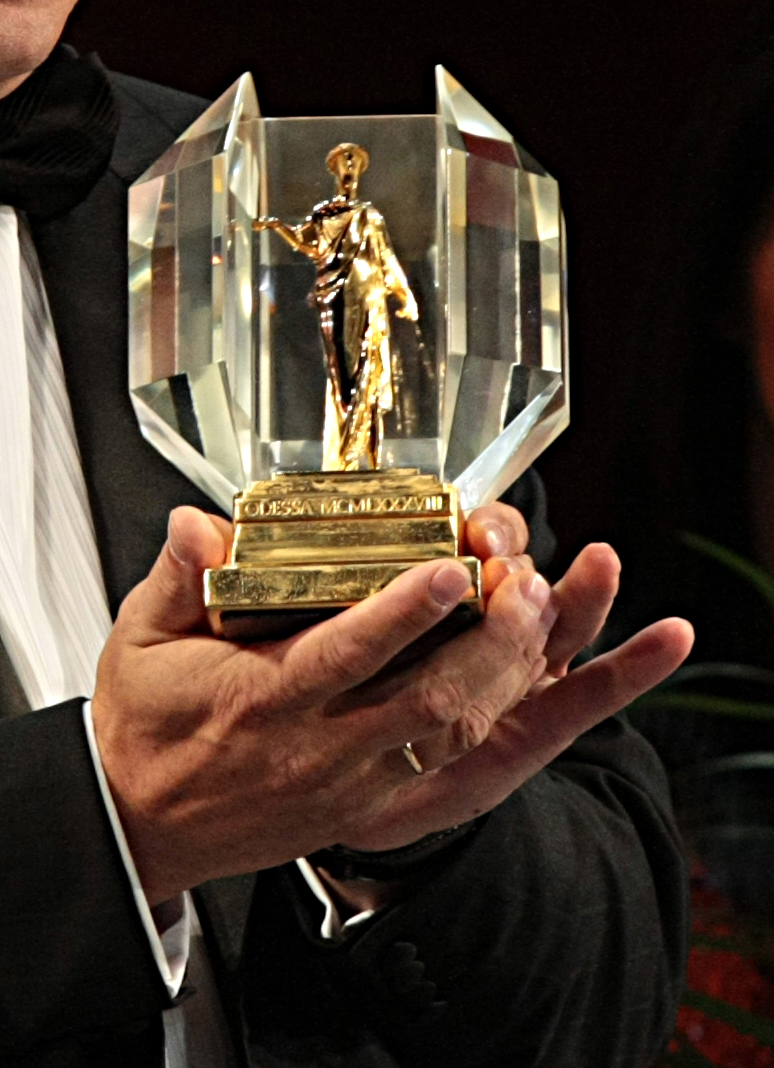
مهرجان أوديسا السينمائي الدولي

تشمل مسابقة المهرجان الرئيسية (المسابقة الدولية) 12 فيلما طويلًا. الأفلام المختارة للمسابقة هي تلك التي صُورت منذ 1 يناير من العام السابق ولم تعرض في أوكرانيا للمرة الأولى. تتكون المنافسة الوطنية من جزأين: الأفلام الطويلة والقصيرة. يوجد أيضًا برنامج مسابقة الأفلام الوثائقية الأوروبية، وتُقدم جميع الأعمال بقياس أفلام 35 مم أو وفق معيار باقة السينما الرقمية.
تختار لجنة اختيار متخصصة أفلام المسابقة، ويرأس هذه اللجنة مدير برنامج المهرجان، ويُركز الاهتمام في الاختيار الأساسي لأفلام المسابقة على كون الأفلام المنتقاة مميزة وجيدة المضمون وذات مغزى مع حسٍّ فكاهي بأشكال متباينة.

## لجنة التحكيم
تتكون لجنة تحكيم مهرجان أوديسا السينمائي الدولي من شخصيات بارزة في مجالات الثقافة والفنون ونقاد سينمائيين ومخرجين ومنتجين بارزين من جميع أنحاء العالم. يتم تحديد عدد وتشكيل لجنة التحكيم من قبل مجلس إدارة المهرجان.
في عام 2011، عملت لجنة التحكيم للمهرجان مع لجنة تحكيم أولية دولية.

## الجوائز
تتنافس الأفلام في قسم المنافسة على جائزة المهرجان الرئيسة وهي الدوق الذهبي التي تعد نسخة محدثة من جائزة تحمل الاسم ذاته صنعها نحّات أوديسا ميخائيل ريفا لمهرجان الأفلام الذي عقد مرة في أوديسا عام 1988.
تقدم لجنة التحكيم الجوائز ضمن الفئات الآتية:
- لجائزة الكبرى لمهرجان الفيلم الفائز - الدوق الذهبي (بالإضافة إلى جائزة مالية قدرها 15000 دولار أمريكي لمخرج الفيلم)
- أفضل مخرج مع جائزة مالية قدرها 10000 دولار أمريكي لحاصد اللقب.
- أفضل ممثل / ممثلة مع جائزة قدرها 10000 دولار أمريكي لحاصد اللقب.

يجوز للجنة التحكيم أيضًا منح جائزتين إضافيتين:
- تنويه لجنة التحكيم الخاصة.
- جائزة اختيار المشاهدين - يجري منظمو المهرجان تصويت الجمهور لتحديد الفائز بهذه الجائزة.

## البرنامج غير التنافسي

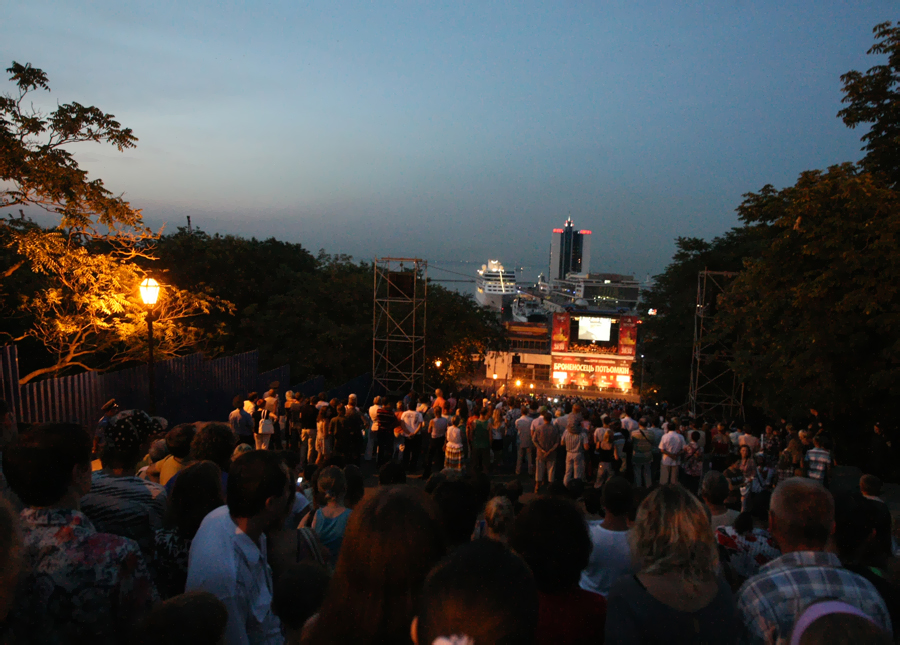
مهرجان أوديسا السينمائي الدولي

يتبع البرنامج غير التنافسي بنية مألوفة للعديد من الأحداث السينمائية - «مهرجان المهرجانات» . تشمل الأفلام التي تم عرضها أحدث الأعمال الناجحة للمهرجانات العالمية، والفعاليات الاسترجاعية والعروض الأولى الحصرية لأهم الأعمال الفنية السينمائية المعروضة في فئة «العروض الخاصة». يتضمن هذا الجزء من البرنامج أيضًا عروض لأعمال التصوير السينمائي الوطني («البانوراما الفرنسية» ، «السينما الروسية الجديدة» ، «أوديسا فوكس» ، «الأوكرانية بأثر رجعي»)
ربما تكون أكثر أحداث المهرجان شهرة هي عروضها في الهواء الطلق على مدرجات بتميكن والتي تتحول إلى مكان عرض لأمسية مهرجان واحدة. خلال المهرجان الأول، تعجبت حشود المشاهدين من تحفة سيرجي أيزنشتاين «البارجة بوتيمكين» بمرافقة أوركسترا سيمفونية حية. حددت هذه القضية الكبرى نغمة أحداث المهرجان اللاحقة في الهواء الطلق. في عام 2011، استقبلت فرقة بوتيمكين ستيبس، مرة أخرى أوركسترا سيمفونية كاملة، تحفة فريتز لانج «متروبوليس» لعام 1927 التي اجتمع من أجلها أكثر من ألفي مشاهد على المدرج.

## مدرسة الأفلام الصيفية

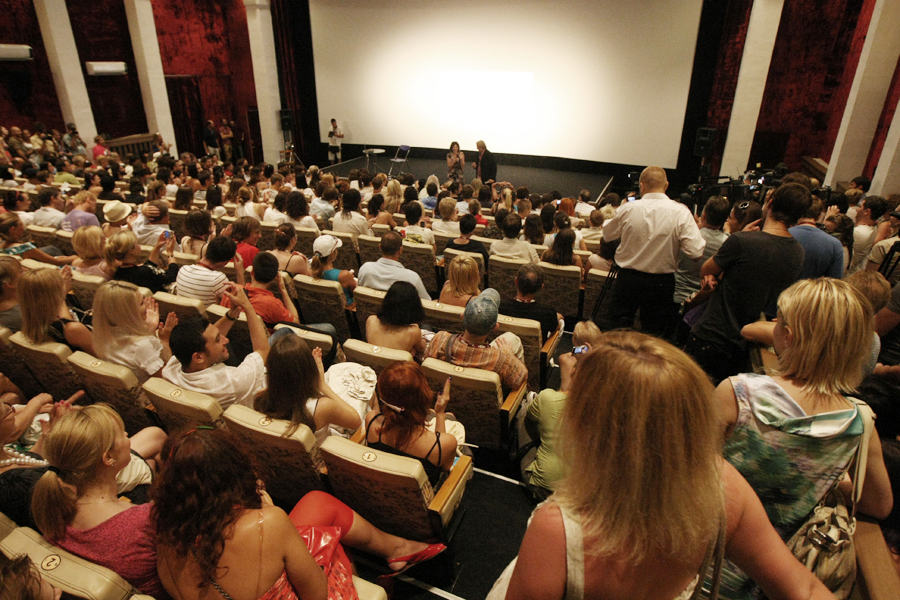
صورة من مهرجان أوديسا السينمائي الدولي

أنشئت مدرسة الأفلام الصيفية لطلاب مدارس السينما وغيرها من الدور التعليمية التي يُعد منتسبوها من عشاق الفنون السينمائية.
خلال الصباح يكون مسرح يو السينمائي تحت ملكية أوديسا فيلم ستوديو، ويكون مركزاً للفصول الرئيسية التي يتم تنظيمها لأعضاء المدرسة الصيفية. يقود المحاضرات والمناقشات متخصصون في صناعة السينما العالمية بالإضافة لضيوف المهرجان. في المساء، تُستخدم هذه المسرح والمسارح الأخرى كأماكن عرض لبرنامج المهرجان. في الأمسيات اللاحقة، يشارك أعضاء المدرسة الصيفية في الحفلات والاحتفالات الأخرى.
خلال الدورة الأولى لمهرجان أوديسا السينمائي، قدم ممثلا هوليوود روتجر هاور وجون مالكوفيتش دروسًا رئيسية في مهرجان أوديسا السينمائي. المخرجون كرزيستوف زانوسي، أوتار يوسيلياني، فاديم بيرلمان، كيرا موراتوفا، دارين أرونوفسكي، كريستيان بيتزولد، خوسيه ستلينج. وألكسندر ميتا؛ الممثل جيرزي شتور،  متذوق الأفلام نعوم كليمان وآخرون.

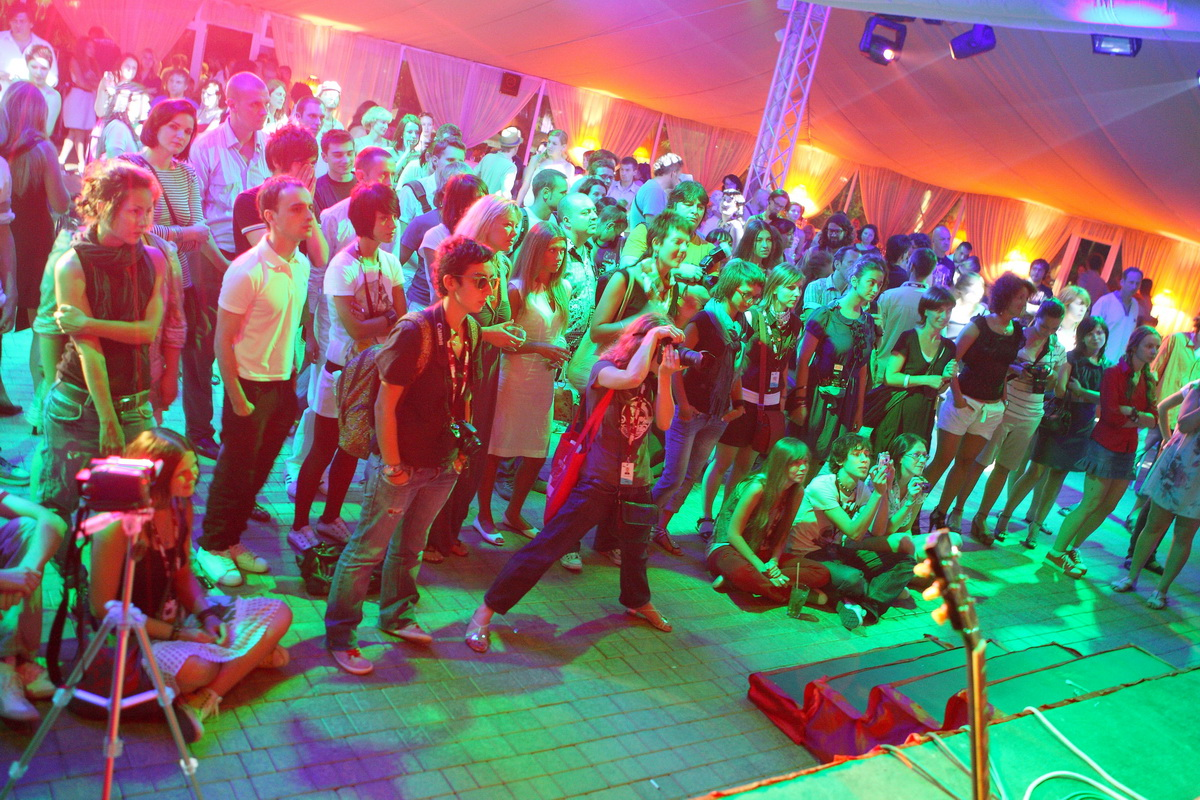
حفلات من مهرجان أوديسا السينمائي

كان طلاب مدرسة الأفلام الصيفية مؤهلين للحصول على تذاكر مخفضة لجميع عروض المهرجان بالإضافة إلى الإقامة في مدينة خيمة المهرجان في عقار منفصل بالقرب من أوديسا فيلم ستوديو. خلال ساعات الليل، تم تنظيم حفلات موسيقية راقصة ومناسبات أخرى.

## الفائزون
الفائزون بمهرجان أوديسا السينمائي الدولي
2010 - الجائزة الكبرى للمهرجان - «الدوق الذهبي» لأفضل فيلم - «القاصرون تحت 16»، إخراج أندريه كافون ( روسيا).
2011 - الجائزة الكبرى للمهرجان - «الدوق الذهبي» لأفضل فيلم - "الفتاة المسترجلة" (إخراج سيلين سياما،( فرنسا).
2012 - الجائزة الكبرى للمهرجان - «الدوق الذهبي» لأفضل فيلم - "كسر" (إخراج روفوس نوريس بريطانيا العظمى).
2013 - الجائزة الكبرى للمهرجان - «الدوق الذهبي» لأفضل فيلم - "The Geographer Drank His Globe Away" (دير. الكسندر فيليدينسكي،  روسيا).
2014 - الجائزة الكبرى للمهرجان - «الدوق الذهبي» لأفضل فيلم - «الدافع الصفري» (إخراج تاليا لافي إسرائيل).
2015 - الجائزة الكبرى للمهرجان - «الدوق الذهبي» لأفضل فيلم - "موستانغ" (إخراج دنيز جامزي إرجوفين، فرنسا ، تركيا ، ألمانيا ، قطر).
2016 - الجائزة الكبرى للمهرجان - «الدوق الذهبي» لأفضل فيلم - "حرق حرق حرق" (إخراج شانيا بوتون المملكة المتحدة).
2017 - الجائزة الكبرى للمهرجان - «الدوق الذهبي» لأفضل فيلم - "ملك البلجيكيين" (إخراج بيتر بروسينز، جيسيكا وودوورث، بلجيكا ، هولندا ، بلغاريا).
2018 - الجائزة الكبرى للمهرجان - «الدوق الذهبي» لأفضل فيلم - «البجعة الزجاجية» (إخراج داريا جوك، بيلاروس)
2019 - الجائزة الكبرى للمهرجان - «الدوق الذهبي» لأفضل فيلم - العودة إلى الوطن (إخراج ناريمان علييف أوكرانيا)، «ثم رقصنا» (إخراج ليفان أكين  جورجيا) مناصفة.